# Spooky (альбом)
Spooky — дебютный студийный альбом британской инди-рок группы Lush из Лондона. Он был выпущен 27 января 1992 года на лейбле 4AD Records. Альбом, спродюсированный Робином Гатри из Cocteau Twins, последовал за мини-альбомом группы, Scar (1989), несколькими релизами мини-альбомов и альбомом-компиляцией Gala (1990). Spooky попал в британский Топ-10 и возглавил национальные инди-чарты. С альбома было выпущено три сингла: «Nothing Natural», «For Love» и «Superblast!».
В 2016 году Pitchfork поместил Spooky на 27-е место в списке «50 лучших альбомов Шугейза всех времён».

## Отзывы
| Оценки критиков      | Оценки критиков |
| Источник             | Оценка          |
| -------------------- | --------------- |
| AllMusic             | [ 1 ]           |
| Entertainment Weekly | A−              |
| NME                  | 7/10            |
| Pitchfork            | 8.6/10          |
| Rolling Stone        | [ 5 ]           |
| Select               | 4/5             |

Альбом получил положительные отзывы от музыкальных критиков. Критик AllMusic Энди Келлман оценил альбом на 3,5 из 5 и отметил, что «Хотя в целом Spooky восхитителен, он страдает от того, что погружён в дымку мечтаний, которая не так убедительна, как у My Bloody Valentine и A.R. Kane. Вся динамика, на которую, казалось бы, способны Lush, теряется под звуковым натиском Гатри. Спасает пластинку от погребения партия качественных песен. Несмотря на недостатки, это скорее попадание, чем промах. Легко критиковать отсутствие драйва, но дрейфующая природа местами просто восхитительна. Тем не менее, тягучесть проявляется слишком часто».
В 2016 году Pitchfork поместил Spooky на 27-е место в списке «50 лучших альбомов Шугейза всех времён» (The 50 Best Shoegaze Albums of All Time). В описании альбома Паула Мехия сказала:

Вскоре после выхода своего дебютного альбома Spooky группа Lush получила приглашение выступить на главной сцене Lollapalooza от самого Перри Фаррелла. Это помогло лондонскому квартету пробиться на американский рынок, но все же это было не самое удачное фестивальное приглашение, потому что, в отличие от других рок-пластинок начала 1990-х, Spooky не полагается на взрывной шум, чтобы донести свои идеи. Его блестящие хитросплетения лучше всего оценивать в одиночестве, через наушники и желательно в комнате, где на стены наползают длинные тени. Каждый элемент в миксе — от кофеиновых басов в «For Love» до реверберационных гитар в «Fantasy» — наложен толстым слоем, но пропорционально. Лирическими темами, которые варьируются от туманных снов до давно потерянных друзей, умело руководят со-вокалистки и гитаристки Эмма Андерсон и Мики Берени — вместе они задают шаблон для тех тоскливых размышлений, которыми стал славиться shoegaze. Их заклинания пугают лишь тем, насколько они прекрасны.

## Список композиций
| №   | Название          | Автор(ы)         | Длительность |
| --- | ----------------- | ---------------- | ------------ |
| 1.  | «Stray»           | Miki Berenyi     | 2:07         |
| 2.  | «Nothing Natural» | Emma Anderson    | 5:54         |
| 3.  | «Tiny Smiles»     | Anderson Berenyi | 4:26         |
| 4.  | «Covert»          | Berenyi          | 3:34         |
| 5.  | «Ocean»           | Berenyi          | 4:49         |
| 6.  | «For Love»        | Berenyi          | 3:29         |
| 7.  | «Superblast!»     | Anderson         | 4:07         |
| 8.  | «Untogether»      | Berenyi          | 3:33         |
| 9.  | «Fantasy»         | Anderson         | 4:27         |
| 10. | «Take»            | Berenyi          | 3:28         |
| 11. | «Laura»           | Anderson         | 3:22         |
| 12. | «Monochrome»      | Anderson         | 5:05         |

## Чарты
| Чарт (1992)                            | Высшая позиция |
| -------------------------------------- | -------------- |
| Нидерланды (Album Top 100)             | 68             |
| Великобритания (UK Albums Chart)       | 7              |
| США (Billboard Top Heatseekers Albums) | 20             |